# 慢性病
慢性病（英語：Chronic condition）是指人類的身體狀況或者是疾病，其指持續的，或者發病需要長時間的，或者是隨時間推移而發展的疾病。當疾病的病程持續三個月以上時，通常就會用到“慢性”這個術語。常見的慢性疾病包括關節炎、哮喘、癌症、慢性阻塞性肺病、糖尿病，和某些病毒性疾病，例如 C型肝炎，和愛滋病。持續生病而導致死亡的是絕症。疾病的定義，也有可能從絕症變為慢性疾病。例如，糖尿病和愛滋病曾一度屬於絕症，但由於對糖尿病患者施用胰島素，對愛滋病毒感染者提供每日藥物治療，這些人能夠在症狀受到控制的情況下存活，轉變成為慢性疾病。

## 概論
在醫學上，慢性疾病與急性病不同。急性病通常會對身體的某部分發生影響，並會對治療發生反應。而慢性疾病通常是身體的多個部位受到影響，對治療不會完全有反應，症狀會持續一段較長的時間。
慢性疾病可能會發生週期性短暫的緩解，而隨後又復發的情況。在某些物質使用疾患患者的症狀，由於會有緩解和復發的週期性，因此會被歸入慢性疾病的類別。
慢性疾病通常是非感染性疾病，這些疾病不會感染到另外的人。但是，某些慢性疾病則是由例如愛滋病毒的感染而引起。
全世界的死亡有63％由慢性疾病導致。慢性疾病是造成人類死亡的主要原因，世界衛生組織（WHO）說全球每年有3,800萬的死亡案例是由非感染性疾病所造成。在美國，大約40％的成年人患有至少兩種慢性疾病。

## 類型
慢性疾病經常被用來描述人體各種與健康有關的狀態，例如症候群、身體損傷、殘疾、以及疾病。流行病學家對慢性疾病發生興趣的原因，是因為它們會導致疾病、殘疾、以及身體和/或心理的衰弱。
例如，高血壓不僅被認為是慢性疾病，而且還與心臟病，或者中風等疾病有關係。此外，某些社會經濟因素會導致人們在日常生活時發生殘疾的情況，而被認為是一種慢性疾病。長期貧困是一項在社會科學領域中，被公共衛生官員開始強調的重要項目。
特別是在研究美國的學者，使用慢性疾病指標（Chronic Condition Indicator，簡稱CCI），這項指標把ICD-9-CM/ICD-10-CM代碼歸類為"慢性"或"非慢性"（請參考醫療成本和利用專案中的 Chronic Condition Indicator部分）。
慢性身體狀況和疾病如下列：
WHO在2015年整理出非感染性疾病的報告，主要的四種類型為：
- 癌症
- 心血管疾病，包括腦血管疾病、心臟衰竭、和冠狀動脈疾病
- 慢性呼吸系統疾病，例如哮喘，和慢性阻塞性肺病（簡稱COPD）
- 糖尿病（1型糖尿病、2型糖尿病、糖尿病前期（英语：prediabetes）、妊娠糖尿病）

其他慢性身體狀況和疾病的示例包括：
- 阿茲海默症
- 心房顫動
- 注意力不足過動症（ADHD）
- 自身免疫性疾病，如潰瘍性結腸炎、紅斑性狼瘡、克隆氏症、乳糜瀉、橋本氏甲狀腺炎、和復發性多軟骨炎（英语：relapsing polychondritis）
- 自閉症，或亞斯伯格症候群
- 視力受損
- 腦性麻痺（所有類型）
- 慢性移植物對抗宿主疾病（GvHD）
- 慢性肝炎
- 慢性腎臟病
- 慢性骨關節疾病，例如骨關節炎，和類風濕性關節炎
- 慢性疼痛，例如輸精管切除術後疼痛綜合症，和複雜性局部疼痛症候群
- 皮膚疾病，如異位性皮膚炎和銀屑病
- 聽覺障礙
- 埃勒斯-當洛二氏症候群（各種類型）
- 子宮內膜異位症
- 癲癇
- 胎兒酒精譜系障礙
- 纖維肌痛
- 愛滋病
- 亨廷頓舞蹈症
- 高血壓
- 精神疾病
- 偏頭痛
- 多發性硬化症（MS）
- 慢性疲勞症候群（又稱肌痛性腦脊髓炎 (Myalgic encephalomyelitis)）
- 發作性嗜睡病
- 肥胖症
- 骨質疏鬆症
- 帕金森氏病
- 牙周病
- 多囊卵巢綜合症
- 端坐性心搏過速症（英语：Postural orthostatic tachycardia syndrome）
- 鐮刀型紅血球疾病，和其他血紅蛋白疾病
- 物質使用疾患
- 睡眠呼吸中止症
- 萊姆病[16]
- 甲狀腺疾病

## 風險因素
風險因素因年齡和性別而有變化，但在美國，大多數常見的慢性疾病是由飲食、生活方式、和代謝的風險因素所引起，這些也是導致死亡的因素。因此，這些狀況是可透過行為改變來預防，例如戒烟、攝取健康飲食、和增加體能活動。健康之社會決定因素是決定慢性疾病的重要風險因素。社會不均等致病因素（或稱社會流行病學（social epidemiology）），例如社會經濟地位、教育水準、和種族/族群，是導致慢性疾病護理有健康差距（health disparity，health inequity，請參考健康權益)的主要原因。缺乏醫療服務和延誤接受護理，導致少數族裔和缺乏醫療衛生服務人群的健康情況惡化。這些障礙讓患者的病情監測和持續治療更難處理。
在美國，少數族裔和低收入人群，透過預防性服務而期望能早期發現狀況的機會並不高。
美國大多數醫療衛生和財務成本都花費在慢性疾病和身體狀況，以及相關的健康風險行為之上。在2006年，所有醫療衛生費用中，有 84％是花費在那些患有一種或多種慢性疾病的人身上，這些人佔有50%的人口比率（資料來源：美國疾病管制與預防中心（CDC），2014年）。
患有慢性疾病的兒童以及他們的家庭成員會存有一些社會心理風險和抵抗因素。患有慢性疾病的成年人，比沒有的人，更會表達對於生活感覺不滿。患有慢性疾病的兒童的精神疾患發生機會，大約是健康同齡者的兩倍。若父母有較高度的抑鬱症和家庭壓力因素將會導致兒童患者有更多的問題。此外，手足之間的疾病問題以及對整個家庭的負擔，會導致患者及其家人承受更大的心理壓力。

## 預防
有越來越多的循證醫學證據顯示透過預防醫學，可有效降低慢性疾病的影響；尤其是早期的發現，可防止嚴重後果的發生。臨床預防服務包括利用疾病篩檢以發現疾病的存在、或是了解疾病的遺傳易感性、諮詢、和針對病原體作疫苗接種。預防服務雖然有效，但使用率通常會低於常規的醫療服務。預防服務的好處不容易被患者察覺，因為其影響是長期的，或者是對於社會的好處，遠大於對於個人的好處。
因此，對於社會大眾的健康教育、促進健康的生活方式、和認識慢性疾病，對於實施公共衛生計劃，都非常重要。州、聯邦、私人等都會提供經費贊助這些計劃，但主要是由地方機構和社區衛生組織負責執行。
研究顯示，公共衛生計劃可有效降低與心血管疾病、糖尿病、和癌症相關的死亡率，但會根據人們的身體狀況，和所涉及的計劃，而有不同的效果。例如，用不同方式對癌症作預防和篩檢的效果，有很大程度要看癌症屬於何種類型。由於慢性疾病患者越來越多，重新激起人們對預防，以及預防能達成控制成本的興趣。 2008年，美國健康信託基金會提出一份報告，估計在美國社區層級行之有效的計劃上每人每年投資10美元，同時倡導健康的生活方式（例如增加體能活動、健康的飲食習慣、和禁止吸菸），在短短五年內每年可節省的金額超過160億美元(約有5倍的效益)。在學校層級，針對慢性疾病危險因素的政策，例如健康飲食政策、體能活動政策、和吸菸政策，是否可改善學生和教職員的健康行為或知識，尚不確定。

## 護理
護理在協助慢性疾病患者延長壽命，和體驗健康方面，可發揮重要功能。學者們指出，在當前的新自由主義時代，同時在富裕和低收入的社區都強調自我護理。這種注重自我護理也延伸到利用慢性疾病的護理來取代全面護理，重點是由患者管理自己的健康。批評者指出，對於在低收入社區的慢性疾病患者、醫療系統、還有經濟和社會結構，都無力完全支持這種做法，只能說這種想法並非不可能，但具有相當的挑戰性。
在伊索比亞所做的一項研究，展示一種利用加重護理作管理慢性疾病的方法。由於患者居住地離開醫療機構遙遠，研究建議增加對患者的護理服務。它利用具有成本效益的方式提供護士和醫務人員，給予患者以前未曾受到的護理。當地的衛生中心會對護士及醫務人員定期進行特殊訓練，並確保新進員工受到相關的教育訓練。這項計劃顯示，主要由護士和護理人員推動的社區層級的護理和教育，行之有效。計劃強調護士對於社區患者跟催的重要性，並允許護士靈活地滿足患者的需求，教育患者在家中進行自我護理。

## 流行病學
慢性疾病在流行病學中有多種樣貌，而某些慢性疾病的流行病學會因有新的治療方法，而發生變化。譬如在治療愛滋病時，由於抗反轉錄病毒藥物療法的成功，讓許多患者把這種感染視為一種慢性疾病，其中許多患者可延長壽命達幾十年。
某些流行病學理可應用在好幾種診斷。例如，肥胖症和體內脂肪分佈是許多慢性疾病-例如糖尿病、心臟病、和腎臟疾病-的風險因素。而其他流行病學因素，例如社會、社會經濟和環境，則與慢性疾病診斷並無直接的因果關係。雖然通常較高的社會經濟地位與較低的慢性疾病發生率相關，但目前尚不知道這兩個變數之間是否存有直接的因果關係。
像愛滋病等感染性的流行病學理，和非感染性的慢性疾病也不盡相同。雖然社會因素確實在愛滋病的流行中發生作用，但患者需要經過真正的接觸才會感染到。感染性慢性疾病通常也只能利用藥物干預，而無法利用改變生活方式作治療，而某些非感染性慢性疾病則可透過改變生活方式治療。

### 美國
截至2003年，有一些計劃用在收集數據，以便獲得更多有關慢性疾病流行病學的知識，希望這些知識具有解決慢性疾病問題的價值。
在美國，截至2004年，幾乎有一半的人（1.33億）患有至少一種慢性疾病，這類人的大多數（58％）的年紀是介於18歲至64歲之間。預計到2030年之前，這類人會以每年超過1％的速度增長，慢性疾病人口屆時估計會達到1.71億。最常見的慢性疾病有高血壓、關節炎、慢性阻塞性肺病等呼吸系統疾病，以及高膽固醇血症。
根據醫療支出小組調查（簡稱MEPS）在2014年提供的數據，約60％的美國成年人患有一種慢性疾病，其中約40％患有一種以上。從2008年以來，這個比率似乎沒有變化。1998年的MEPS數據顯示，有45％的美國成年人患有至少一種慢性疾病，而21％的成年人患有一種以上。
根據CDC的研究，慢性疾病在美國老年人中特別需要關注。在2002年，中風、心臟病、和癌症等慢性疾病是65歲以上美國人死亡的主因，佔比為61％。據估計，目前至少有80％的美國老年人患有某種形式的慢性疾病，他們其中的50％患有兩種或多種慢性疾病。老年人中最常見的兩種慢性疾病是高血壓和關節炎，而糖尿病、心臟病、和癌症，也是常見的疾病。
在檢查存活老年人之中的慢性疾病數據時，因它們而死亡的數據也很重要。心臟病是65歲以上老人死忙的主因，其次是癌症、中風、糖尿病、慢性下呼吸道感染、流行性感冒、和肺炎，最後是阿茲海默症。雖然慢性疾病的發生率因種族而異，但種族/族群中老年人死亡的主因幾乎相同。
在美國，有約70％的死亡是由慢性疾病所引起，在2002年，慢性疾病（心臟病、癌症、中風、慢性呼吸系統疾病、糖尿病、阿茲海默症、精神疾病、和腎臟病）在美國十大死亡原因中，佔了六種。

## 經濟衝擊

### 美國
慢性疾病是導致美國醫療衛生支出持續增長的主要因素。2002年，美國衛生與公共服務部（DHHS）指出，慢性疾病的支出是所有醫療衛生費用中排名第一。DHHS出版的《健康人2010年》報導，美國每年2兆美元的醫療衛生支出之中，有75％以上是用於治療慢性疾病相關的疾病。在65歲及以上可享受 Medicare的受益人中，支出比例更高。支出增長的部分原因是慢性疾病更普遍，人口的預期壽命更長。此外，治療方法的改善也把慢性疾病患者的壽命大幅延長，額外費用因而增加。令人矚目的是抗病毒藥物的聯合開發成功，愛滋病毒患者的存活率和生活品質被大幅改善。
除了直接的醫療衛生費用之外，慢性疾病也因為會限制日常活動、降低生產力、和減少工作時間，成為經濟上的重大負擔。特別令人擔憂的一種現象，是在美國人口中的每個階層中，超重和肥胖症比率都在上升中。肥胖症本身是一種醫學狀況，而不是疾病，但它是發展出慢性疾病，諸如例如糖尿病、中風、心血管疾病、和癌症的主要危險因素。因此肥胖症會導致大量醫療衛生支出，還有產生間接成本，例如德克薩斯州審計長辦公室的一項研究報告說，僅肥胖症一項，在2009年造成德克薩斯州的企業額外損失95億美元，其中包括醫療衛生費用40億美元，生產力損失以及缺勤50億美元，還有用在殘疾的3.21億美元。

## 對社會和個人的衝擊
最近的發現，社會因素與慢性疾病的流行率，以及慢性疾病的結果之間，存有關聯。

### 心理健康
近來的研究，特別強調孤獨與健康和慢性疾病之間的關聯。一些研究顯示，孤獨與吸菸，和肥胖症相似，對健康不利。有項研究發現，有孤獨感的人與經常自我報告健康不佳相關，而孤獨感會增加個人發生精神疾患的可能。既然慢性疾病和孤獨感之間的關聯被發現，但在治療的時候，這項因素卻常被忽略。例如，一項研究發現，有更多罹患慢性疾病的人的孤獨感會更嚴重。這類人可能無法保持自己的獨立性，同時慢性疾病是其個人的壓力來源。一項針對65歲以上成年人的孤獨感所作的研究發現，孤獨感不高，加上家族高度支持，與多種慢性疾病（例如高血壓和糖尿病）的改善有關聯。在治療慢性疾病的患者時，為解決這些關聯，醫學領域出現一些新的發展趨勢。例如在2006年發展出來的生物心理社會模型方法，把重點放在“患者的性格、家庭、文化、和健康動態”。醫生更加傾向採取心理社會治療方式，以幫助這類日益增加的患者。雖然有這種做法，也仍然有批評的聲浪，認為慢性疾病未得到適當的治療，對於慢性疾病的行為方面，或對患者的心理支持方面的支持都不夠。
慢性疾病在社會裡面，對於心理的影響常被低估。，患有慢性疾病的人與健康成年人相比，因為日常生活受到限制，會有更多的抑鬱和自卑趨勢。慢性疾病對於情緒的影響，也會對個人在智力和教育方面的發展有不良效果。例如，患有1型糖尿病的人一生要經歷單調而嚴格的醫療衛生管理，通常涉及每日的血糖監測、胰島素注射、和持續的自我護理。這種糖尿病和其他慢性疾病所需的持續關注可能導致心理失調。有幾種理論，一種稱為糖尿病順應力理論（diabetes resilience theory），認為積極保護過程，可對個體發展和運作的風險因素產生緩衝作用，減少負面的影響。

### 財務成本
患有慢性疾病的人需要負擔更多的自付費用；一項對美國的研究發現，這類人平均要多花費2,243美元。財務負擔會增加治療的不穩定性。
在某些國家/地區，會有法律保護慢性疾病患者，免於他們承擔過多的財務壓力；例如從2008年起，法國對慢性疾病患者醫療保險的共付額有所限制，德國則將將慢性疾病患者的成本分攤限制為收入的1％，而普通民眾的成本分攤則為2％。

### 性別
慢性疾病患者的性別會在社會的看法，以及治療的方式上受到影響。婦女的生育能力受到干擾時，會被認為是最嚴重，是最值得治療的。從歷史上看，如果婦女的慢性疾病干擾到的是和生育能力無關的，反不易受到關注。由於社會對典型的理想女性，重點放在生育力和健康，婦女因此感到壓力，許多會感覺自己不像一個完整的人。這類型的社會障礙會妨礙婦女去從事其他活動，以充分實現他們自己願望的能力。

### 社會經濟階層與種族
據稱種族也與慢性疾病有關，但可能還涉及到許多的其他因素。少數種族人士罹患各式慢性疾病的機率是白人的1.5到2倍。非西班牙裔黑人（Non Hispanic blacks，母語為英語的黑人）相對於非西班牙裔白人（母語為英語的白人），罹患高血壓的可能性高出40％，被診斷出糖尿病的可能性則高出77％，而美國原住民（包含印第安人，阿拉斯加原住民（American Indians and Alaska Natives））罹患肥胖症的可能性比非西班牙裔白人高60％。有人認為這種流行的部分原因是由環境種族主義所造成。例如密歇根州的弗林特，因為是低價房屋區域，被傾倒過多的廢棄物後，導致飲用水中含鉛過高，而有鉛中毒病例。生活在低收入地區的兒童罹患哮喘的比率也較高，是因為有大量污染物棄置在這裡的緣故。

## 倡議和研究組織
歐洲慢性疾病聯盟（European Chronic Disease Alliance）在2011年成立，宗旨是克服可預防的慢性疾病，現有20萬多名醫事人員的會員。
在美國，有許多針對慢性疾病而設立的非營利組織，包括專注於特定慢性疾病的團體，例如美國糖尿病協會、阿茲海默症協會、或者是克隆氏症和結腸炎基金會。還有一些專注範圍更廣的團體，主要是對慢性疾病的預防和治療作倡議或者研究，例如美國各州慢性疾病主任協會（National Association of Chronic Disease Directors），2015年在俄勒岡州成立的慢性疾病聯盟（Chronic Disease Coalition），和慢性疾病政策及護理聯盟（Chronic Policy Care Alliance）。

## 有關慢性病的敘述
- 書名《Final Negotiations: A Story of Love, Loss, and Chronic Illness 》，作者：卡洛琳·埃利斯（英语：Carolyn Ellis）[67]
- 書名《Beyond Words: Illness and the Limits of Expression 》，作者：凱思琳·康威（Kathlyn Conway）[68]
- 書名《Ordinary Life: A Memoir of Illness 》，作者：凱思琳·康威[69]
- 書名《The Wounded Storyteller: Body, Illness, and Ethics 》，作者：亞瑟·弗蘭克（Arthur W. Frank）[70]
- 書名《Tender Points 》作者：艾米·伯科維茨（Amy Berkowitz）[71]
- 書名疾病的隱喻（英语：Illness as Metaphor），作者：蘇珊·桑塔格[72]
- 書名旁觀他人之痛苦（英语：Regarding the Pain of Others），作者：蘇珊·桑塔格[73]
- 書名《Bodies in Protest: Environmental Illness and the Struggle Over Medical Knowledge 》，作者：史蒂夫·克羅爾·史密斯（Steve Kroll-Smith）和休·弗洛伊德（H. Hugh Floyd）[74]
- 書名《Inside Chronic Pain: An Intimate and Critical Account 》，作者：路易斯·赫休斯（Louis Heshusius）和史考特·菲什曼（Scott M. Fishman）[75]
- 書名《The Nearness of Others: Searching for Tact and Contact in the Age of HIV  》，作者：David Caron[76]
- 書名《Narrative Medicine: Honoring the Stories of Illness  》，作者：麗塔·夏隆（英语：Rita Charon）[77]
- 書名《Good Days, Bad Days: The Self in Chronic Illness and Time 》，作者：凱西·夏瑪茲（ Kathy Charmaz）[78]

## 外部連結
- List of Chronic Human Diseases Linked to Infectious Pathogens （页面存档备份，存于）
- Bone Marrow Transplantation journal （页面存档备份，存于）
- Center for Managing Chronic Disease, University of Michigan （页面存档备份，存于）
- CHRODIS: EU Joint Action on Chronic Diseases and Promoting Healthy Ageing Across the Life-Cycle （页面存档备份，存于）
- MEDICC Review theme issue on Confronting Chronic Diseases （页面存档备份，存于） With longer life expectancies in most countries and the globalization of "Western" diets and sedentarism, the main burden of disease and death from these conditions is falling on already-disadvantaged developing countries and poor communities everywhere.
- Public Health Agency of Canada: Chronic Disease （页面存档备份，存于）
- World Health Organization: Chronic Disease and Health Promotion （页面存档备份，存于）